# Balet polski
Balet polski powstał dzięki królowi Stanisławowi Augustowi Poniatowskiemu. Z jego inicjatywy stały zespół baletowy złożony z zagranicznych tancerzy działał już od 1765 roku w warszawskim teatrze publicznym, zwanym Operalnią Saską, a w 1785 roku powstał pierwszy polski zespół, tzw. Tancerze Narodowi Jego Królewskiej Mości. Baletmistrzami i choreografami tego zespołu byli François Gabriel Le Doux i Daniel Curz, a czołowym tancerzem – Michał Rymiński. Wystawiane były wtedy divertissement taneczne i balety z akcją (Ballet d'action) oraz modne wówczas opero-balety. Pierwszym polskim tancerzem, który zdobył uznanie za granicą był natomiast Maciej Pręczyński (Prenczyński) z dworskiego baletu hetmana Branickiego w Białymstoku – solista zespołu Gasparo Angioliniego w weneckim Teatro San Benedetto i w wiedeńskim Burgtheater, który w latach 1775-1777 występował także i realizował balety w Warszawie.
Po utracie przez Polskę niepodległości, przedstawienia baletowe pojawiały się w Warszawie nieregularnie, a stały zespół baletowy rozpoczął działalność w Teatrze na placu Krasińskich w 1818 roku. Jego świetność przypadła jednak dopiero na okres romantyzmu, po otwarciu nowej siedziby w Teatrze Wielkim, dzięki takim choreografom, jak: Maurice Pion, Filippo Taglioni i Roman Turczynowicz. Najwybitniejszymi tancerzami tego okresu byli: baleriny klasyczne: Konstancja Turczynowiczowa, Karolina Wendt, Kamila Stefańska i Helena Cholewicka oraz tancerze klasyczni: Mikołaj Grekowski, Roman Turczynowicz, Aleksander i Antoni Tarnowscy oraz ceniony tancerz charakterystyczny Feliks Krzesiński. Repertuar obejmował najsłynniejsze balety romantyczne, balety-divertissement i oryginalne dzieła polskie, jak Wesele w Ojcowie z muzyką Karola Kurpińskiego i Józefa Damsego (1823), Na kwaterze z muzyką Stanisława Moniuszki (1868) czy Pan Twardowski z muzyką Adolfa Sonnenfelda.
W okrese przedwojennym na scenie międznarodowej balet polski popularyzował Polski Balet Reprezentacyjny.
Kontynuatorem wielkiej tradycji baletu warszawskiego jest dzisiaj Polski Balet Narodowy w Teatrze Wielkim – Operze Narodowej w Warszawie.

## Ważniejsze balety polskie
Dzieła choreografów polskich lub zagranicznych związanych z Polską, z muzyką polską lub obcą, stworzone dla polskich zespołów baletowych, a w nielicznych przypadkach zrealizowane premierowo na scenach zagranicznych.
| tytuł                              | libretto                                | kompozytor | prapremiera              | choreografia                   |
| ---------------------------------- | --------------------------------------- | --- | ------------------------ | ------------------------------ |
| Apollo i dziewczyna                | Światopełk Karpiński                    | Ludomir Różycki | 1937 Paryż               | Bronisława Niżyńska            |
| Baśń krakowska                     | Ludwik Hieronim Morstin                 | Michał Kondracki | 1937 Paryż               | Bronisława Niżyńska            |
| Brazylijczyk w Paryżu              | Lorca Massine                           | Maciej Małecki | 1992 Warszawa            | Lorca Massine                  |
| Cagliostro w Warszawie             | Julian Tuwim                            | Jan Adam Maklakiewicz | 1947 Poznań              | Jerzy Kapliński                |
| Casanova w Warszawie               | Paweł Chynowski                         | Wolfgang Amadeus Mozart / koncepcja muzyczna: Jakub Chrenowicz                                                                                                | 2015 Warszawa            | Krzysztof Pastor               |
| Chopin, artysta romantyczny        | Antoni Libera                           | Fryderyk Chopin, Hector Berlioz, Manuel de Falla, Siergiej Lapunow, Ferenc Liszt, Franz Schubert, Robert Schumann / koncepcja muzyczna: Stanisław Leszczyński | 2010 Warszawa            | Patrice Bart                   |
| Dracula                            | Paweł Chynowski                         | Wojciech Kilar (muzyka filmowa, Kościelec 1909, I Koncert na fortepian i orkiestrę (cz. 1 i 3), V Symfonia "Adwentowa", cz. 2)                                | 2018 Perth 2022 Warszawa | Krzysztof Pastor               |
| Dwa posągi                         | Louis Thiérry                           | Józef Elsner | 1818 Warszawa            | Louis Thiérry                  |
| Dziewice jeziora                   | Józef Bogdan Wagner                     | Gabriel Rożniecki | 1860 Warszawa            | Roman Turczynowicz             |
| Esik w Ostendzie                   | Lech Terpiłowski                        | Grażyna Bacewicz | 1964 Poznań              | Conrad Drzewiecki              |
| Figle szatana                      | Virgilio Calori                         | Adam Münchheimer i Stanisław Moniuszko | 1870 Warszawa            | Virgilio Calori                |
| Fortepianissimo                    | Lorca Massine                           | Fryderyk Chopin / koncepcja muzyczna: Lorca Massine | 1999 Warszawa            | Lorca Massine                  |
| Harnasie                           | Karol Szymanowski                       | Karol Szymanowski | 1935 Praga               | Jelizaveta Nikolska            |
| Hrabia Monte Christo               | Paweł Chynowski                         | Stanisław Moniuszko / koncepcja muzyczna: Antoni Gref | 2005 Poznań              | Waldemar Wołk-Karaczewski      |
| I przejdą deszcze...               | Krzysztof Pastor                        | Henryk Mikołaj Górecki (Beatus vir, Quasi una fantasia, Kleines Requiem für eine Polka) / koncepcja muzyczna: Krzysztof Pastor                                | 2011 Warszawa            | Krzysztof Pastor               |
| Jurand                             | Banczo Banov                            | Aleksander Josifow | 1986 Gdańsk              | Boris Slovák i Gustaw Klauzner |
| Klementyna                         | Ola Obarska                             | Piotr Perkowski | 1969 Bytom               | Jerzy Gogół                    |
| Koncert e-moll                     | –                                       | Fryderyk Chopin | 1937 Paryż               | Bronisława Niżyńska            |
| Koncert f-moll                     | –                                       | Fryderyk Chopin | 1982 Łódź                | Ewa Wycichowska                |
| Kozaki, czyli Zezwolenie wymuszone | Daniel Curz                             | Antoni Hart | 1784 Warszawa            | Daniel Curz                    |
| Królewna Śnieżka                   | Witold Borkowski i Stanisław Piotrowski | Bogdan Pawłowski | 1970 Łódź                | Witold Borkowski               |
| Król wichrów                       | Feliks i Kazimierz Nowowiejscy          | Feliks Nowowiejski | 1963 Bydgoszcz           | Rajmund Sobiesiak              |
| Krzesany                           | Conrad Drzewiecki                       | Wojciech Kilar | 1977 Poznań              | Conrad Drzewiecki              |
| Mars i Flora                       | Louis Thiérry                           | Karol Kurpiński | 1820 Warszawa            | Louis Thiérry                  |
| Mazepa                             | Irena Turska                            | Tadeusz Szeligowski | 1958 Warszawa            | Stanisław Miszczyk             |
| Mąż i żona                         | Anna Hop                                | Stanisław Moniuszko (adaptacja muzyki Na kwaterze i Dumka w aranżacji Wojciecha Kostrzewy oraz nagrania muzyki rozrywkowej)                                   | 2019 Warszawa            | Anna Hop                       |
| Meluzyna                           | Virgilio Calori                         | Adolf Sonnenfeld | 1873 Warszawa            | Virgilio Calori                |
| Miłość każdemu wiekowi właściwa    | François Gabriel Le Doux                | Jan Stefani | 1785 Warszawa            | François Gabriel Le Doux       |
| Muzy Chopina                       | Paweł Chynowski                         | Fryderyk Chopin (koncerty f-moll i e-moll oraz cztery inne utwory fortepianowe) / koncepcja muzyczna: Paweł Chynowski                                         | 1991 Warszawa            | Waldemar Wołk-Karaczewski      |
| Nagi książę                        | Romuald Twardowski                      | Romuald Twardowski | 1964 Warszawa            | Witold Gruca                   |
| Na kwaterze                        | Henryk Meunier                          | Stanisław Moniuszko | 1868 Warszawa            | Henryk Meunier                 |
| Niobe                              | Aleksandra Skocka                       | Juliusz Łuciuk | 1967 Gdańsk              | Janina Jarzynówna-Sobczak      |
| Nowa osada Terpsychory nad Wisłą   | Louis Thiérry                           | Karol Kurpiński | 1818 Warszawa            | Louis Thiérry                  |
| Oczekiwanie                        | Witold Giersz i Ludwik Perski           | Augustyn Bloch | 1964 Warszawa            | Witold Gruca                   |
| Okrężne pod Kielcami               | Roman Turczynowicz                      | Józef Stefani | 1846 Warszawa            | Roman Turczynowicz             |
| Pan dobroczynny                    | François Gabriel Le Doux                | Antoni Hart | 1786 Warszawa            | François Gabriel Le Doux       |
| Pan Twardowski                     | Virgilio Calori                         | Adolf Sonnenfeld | 1874 Warszawa            | Virgilio Calori                |
| Pan Twardowski                     | Stefania Różycka                        | Ludomir Różycki | 1921 Warszawa            | Piotr Zajlich                  |
| Paw i dziewczyna                   | Wacław Kubacki                          | Tadeusz Szeligowski | 1949 Wrocław             | Zygmunt Patkowski              |
| Pieśń o ziemi                      | Bronisława Niżyńska                     | Roman Palester | 1937 Paryż               | Bronisława Niżyńska            |
| Powracające fale                   | Emil Wesołowski                         | Mieczysław Karłowicz | 1997 Warszawa            | Emil Wesołowski                |
| Pożądanie                          | Mieczysław Bibrowski                    | Grażyna Bacewicz | 1973 Warszawa            | Jerzy Makarowski               |
| Przypowieść sarmacka               | Conrad Drzewiecki                       | Stanisław Moniuszko (dwukrotnie powtórzona uwertura fantastyczna Bajka) / koncepcja muzyczna: Conrad Drzewiecki                                               | 1975 Poznań              | Conrad Drzewiecki              |
| Rzeźby mistrza Piotra              | Romuald Twardowski                      | Romuald Twardowski | 1971 Wrocław             | Teresa Kujawa                  |
| Skrzypek opętany                   | Bolesław Leśmian                        | Maciej Małecki | 1991 Poznań              | Ewa Wycichowska                |
| Stanisław i Anna Oświęcimowie      | Paweł Chynowski                         | Mieczysław Karłowicz (poematy symfoniczne Stanisław i Anna Oświecimowie i fragment Epizodu na maskaradzie) / koncepcja muzyczna: Paweł Chynowski              | 1976 Warszawa            | Witold Gruca                   |
| Swantewit                          | Tadeusz Mazur                           | Piotr Perkowski | 1948 Poznań              | Jerzy Kapliński                |
| Święto ognia                       | Marian Prażmowski                       | Zygmunt Noskowski | 1902 Warszawa            | Raffaele Grassi                |
| Świtezianka                        | Eugeniusz Morawski                      | Eugeniusz Morawski | 1931 Warszawa            | Piotr Zajlich                  |
| Wanda, królowa polska              | François Gabriel Le Doux                | nieznany | 1788 Warszawa            | François Gabriel Le Doux       |
| Wariacje 4:4                       | Conrad Drzewiecki                       | Franciszek Woźniak | 1966 Poznań              | Conrad Drzewiecki              |
| Werbunek                           | Daniel Curz                             | Jan Stefani | 1794 Warszawa            | Daniel Curz                    |
| Wesele w Ojcowie                   | Bonawentura Kudlicz                     | Karol Kurpiński, Józef Damse na motywach Jana Stefaniego | 1823 Warszawa            | Louis Thiérry                  |
| Wesołe miasteczko                  | Helena Kolaczkowska                     | Stefan Kisielewski | 1967 Gdańsk              | Zygmunt Kamiński               |
| Wierchy                            | Artur Malawski i Jan Mazur              | Artur Malawski | 1962 Warszawa            | Eugeniusz Papliński            |
| Winnica miłości                    | Daniel Curz                             | Jan Stefani | 1789 Warszawa            | Daniel Curz                    |
| Zaczarowana oberża                 | Witold Conti                            | Antoni Szałowski | 1962 Warszawa            | Witold Gruca                   |
| Z chłopa król                      | Artur Marya Swinarski                   | Grażyna Bacewicz | 1954 Poznań              | Stanisław Miszczyk             |
| Złota kaczka                       | Jan Rey                                 | Jan Adam Maklakiewicz | 1951 Bytom               | Jerzy Kapliński                |